# Ingezetene
Een ingezetene is in het algemeen een ander woord voor een inwoner van een bepaald land of een bepaalde stad. In de Nederlandse sociale zekerheidswetten heeft dit begrip een meer speciale uitgewerkte juridische betekenis, vooral bij wetten die betrekking hebben op de volksverzekeringen. In de wettelijke omschrijving staat natuurlijk persoon die in Nederland woont, wat dan wordt uitgewerkt in een Algemene maatregel van bestuur en in rechtspraak. Daarbij gaat het natuurlijk om randgevallen: bewoners van booreilanden, zeelieden en internationale chauffeurs; maar ook gaat het om vreemdelingen die zich in Nederland vestigen en pas vanaf een bepaald moment als ingezetene worden aangemerkt.

## Geschiedenis
In de middeleeuwen had de term ingesetene (ook 'inwoner' of 'bijwoner') een andere betekenis. Het gaf de laagste categorie van stadbewoners aan, zij die geen burger waren, noch door geboorte, noch door het afleggen van de burgereed (onder betaling). Zij die wel burger waren, werden aangeduid als uytgesetenen. De ingezetenen konden meestal geen lid worden van een gilde of ambacht, waren vaak loonarbeiders, handwerkers of ambachtsgezellen, en waren niet zelden bezitsloos.